# إدغار سميث (شاعر)
إدغار سميث هو شاعر دومينيكاني، ولد في 8 أغسطس 1973 في سانتو دومينغو في جمهورية الدومينيكان.